# Alexandra Lacrabère
Alexandra Lacrabère (* 27. April 1987 in Pau, Frankreich) ist eine französische Handballspielerin, die über viele Jahre für die französische Nationalmannschaft auflief.

## Karriere
Lacrabère begann das Handballspielen wenige Kilometer von ihrem Geburtsort entfernt beim FR Gan, für den sie sieben Jahre aktiv war. Anschließend spielte sie für die französische Vereine Bordes Sports Handball und CA Bèglais Handball. In der Saison 2008/09 stand die Linkshänderin beim spanischen Verein Akaba Bera Bera unter Vertrag, mit dem sie am EHF-Pokal teilnahm. Anschließend kehrte Lacrabère wieder nach Frankreich zu Toulouse HB zurück. Ein Jahr später schloss sich die Rückraumspielerin Arvor 29 an, mit dem sie 2012 die französische Meisterschaft gewann. Daraufhin wechselte sie zum russischen Verein Swesda Swenigorod. 2013 unterschrieb sie einen Vertrag beim französischen Erstligisten Union Mios Biganos/Bègles. In der Saison 2013/14 gewann Lacrabère mit 129 Treffern die Torschützenkrone der französischen Liga. Im Sommer 2014 schloss sie sich OGC Nizza an. Zur Saison 2016/17 wechselte Lacrabère zum mazedonischen Verein ŽRK Vardar SCBT. Mit Vardar gewann sie 2017 und 2018 die mazedonische Meisterschaft sowie den mazedonischen Pokal. Ab dem Sommer 2018 stand sie beim französischen Erstligisten CJF Fleury Loiret Handball unter Vertrag. Im Sommer 2021 wechselte Lacrabère zum Ligakonkurrenten Chambray Touraine Handball. Zur Saison 2022/23 wechselte sie zum rumänischen Erstligisten Rapid Bukarest. Nach der Saison 2022/23 beendet sie ihre Karriere.
Ein Jahr nach ihrem verkündeten Karriereende schloss sich Lacrabère dem dänischen Zweitligisten TMS Ringsted an.
Lacrabère absolvierte 256 Partien für die französische Auswahl. Mit der französischen Équipe nahm sie 2008 an den Olympischen Spielen teil und belegte den 5. Platz. Bei der WM 2011 wurde sie Vizeweltmeisterin. Lacrabère nahm ebenfalls an der EM 2006, EM 2010 und WM 2013 teil. Im Sommer 2012 nahm sie an den Olympischen Spielen in London teil. Bei den Olympischen Spielen 2016 in Rio de Janeiro gewann sie die Silbermedaille. Bei der Europameisterschaft 2016 gewann sie die Bronzemedaille. Ein Jahr später gewann sie die Weltmeisterschaft in Deutschland. Bei der Europameisterschaft 2018 errang sie die Goldmedaille im eigenen Land. Lacrabère gewann bei der Europameisterschaft 2020 die Silbermedaille. Mit insgesamt 31 Treffern belegte sie den achten Platz in der Torschützenliste. Mit der französischen Auswahl gewann sie die Goldmedaille bei den Olympischen Spielen in Tokio. Für Lacrabère war das olympische Turnier nach dem zweiten Gruppenspiel aufgrund einer Adduktorenverletzung beendet. Im November 2021 gab sie ihren Rücktritt aus der Nationalmannschaft bekannt.